# مايكل بيشوب (كاتب)
مايكل بيشوب (بالإنجليزية: Michael Bishop)‏‏ (12 نوفمبر 1945 في لينكون، - 13 نوفمبر 2023) روائي، وكاتب، وكاتب خيال علمي، وصحفي من الولايات المتحدة.

## روابط خارجية
- مايكل بيشوب على موقع IMDb (الإنجليزية)
- مايكل بيشوب على موقع قاعدة بيانات الفيلم (الإنجليزية)